# Гюстав Буланже
Гюста́в Кларе́н Родо́льф Буланже́ (фр. Gustave Boulanger; 25 квітня 1824, Париж — жовтень 1888, там само) — французький художник, представник салонного живопису та орієнталізму.

## Життя та творчість
Гюстав Буланже народився 25 квітня 1824 року в Парижі. Став сиротою у віці 14 років. Вивчав живопис в паризькій Школі образотворчих мистецтв під керівництвом Поля Делароша і П'єра-Жуля Жолліве. У 1845 році він вперше відвідав Алжир, це викликало у нього зацікавлення східною тематикою.
Отримавши першу нагороду за картину «Одіссей, впізнаний Евріклеєю», був відправлений в 1854 році за кошти державного фінансування в Італію, та здійснив дворічну навчальну подорож цією країною. Завдяки своїй картині «Цезар на Рубиконі» мав в Римі великий успіх, який художник розвинув після повернення в Париж своїми полотнами «Маестро Палестрина», «Араб» та «Кабіли в дорозі».
Ескізи і начерки, створені Буланже під час поїздки в Італію, послужили основою для його творів на античну тематику, таких як «Лукреція», «Лесбія», «Продавці вінків в Помпеях» та ін.
Роботи Буланже близькі за стилем творів художника Жана-Леона Жерома, вона захоплювали імператора Наполеона III, що дав вказівку Гюставові Буланже прикрасити свій паризький палац в «помпеянському стилі». Буланже належать також розписи в паризькій Опері Гарньє.
Почав викладати в Інституті Франції в 1882 році і був впливовим педагогом, відомим своєю неприязню до імпресіонізму.

## Вибрані полотна
- «Вершники Сахари» (1864)
- «Ринок рабів» (до 1882)
- «Фріна» (1850)
- «Поезія»
- «Чотири пори року» (1850)
- «Святий Себастьян і імператор Максиміан» (1877)
- «Портрет мадам Ламбіне» (1887)

Деякі праці
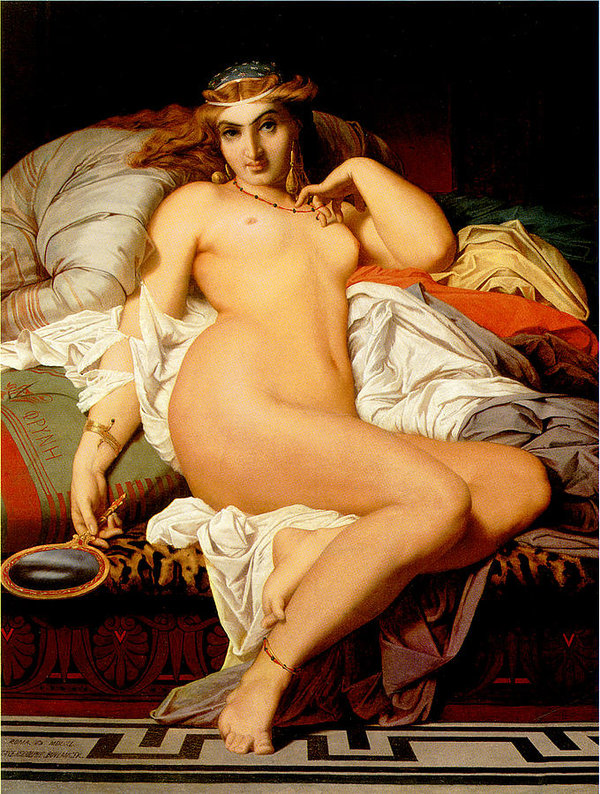
Фріна
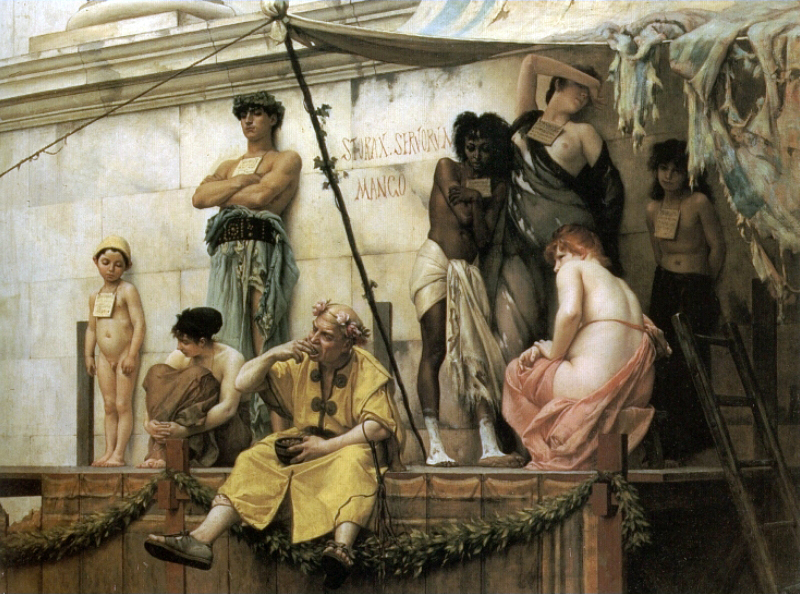
Ринок рабів